# 永定庄街道
永定庄街道，是中华人民共和国山西省大同市云冈区下辖的一个乡镇级行政单位。2021年3月，撒销永定庄街道，其行政区域为玉龙街道的行政区域。

## 行政区划
永定庄街道下辖以下地区：
永前街社区、小南湾社区、岩新街社区和土塘里社区。